# Ōnin-Krieg

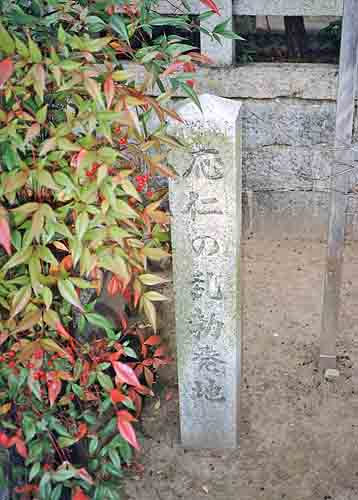
Gedenkstein für den Onin-Krieg

Als Ōnin-Krieg (jap. 応仁の乱, Ōnin no Ran) wird ein Bürgerkrieg in Japan bezeichnet, der während der Muromachi-Zeit von 1467 bis 1477 andauerte. Ōnin bezieht sich auf die Ära, in der der Krieg begann. Der Konflikt zwischen Hosokawa Katsumoto, einem Statthalter des Shōgun, und dem Daimyō Yamana Sōzen mündete in einem landesweiten Bürgerkrieg, an dem das Ashikaga-Shōgunat sowie zahlreiche Daimyō beteiligt waren. Der Konflikt beendete die Herrschaft der Ashikaga-Shōgune und leitete die Sengoku-Zeit, eine über 100-jährige Periode dauernder Kriege und unklarer politischer Verhältnisse, ein.

## Auslöser und Ursachen
Auslöser des Ōnin-Krieges war ein Erbfolgestreit in der Familie Ashikaga. Ashikaga Yoshimasa setzte, da er keine direkten Nachfolger hatte, im Jahr 1464 seinen Bruder Yoshimi als Nachfolger ein. Etwa ein Jahr später wurde Yoshimasas Sohn Yoshihisa geboren. Yoshimasa wollte nun, dass sein Sohn die Nachfolge antreten würde. Da das Ashikaga-Shōgunat unter Yoshimasas Herrschaft schon stark an Einfluss verlor, witterten die mächtigen Familien im Land ihre Chance. Sie bezogen Position und unterstützten jeweils einen der beiden Aspiranten auf die Position des Shōgun.
Die Hauptkontrahenten des Konflikts waren die Klans Yamana und Hosokawa. Die Familien hatten mit zunehmender Schwäche der Shōgune bereits um Einfluss gerungen. Nun eskalierte der Konkurrenzkampf in einem offenen Krieg. Die Yamana stellten sich hinter Yoshihisa, den Sohn des Shōgun sowie Yoshihisa's Mutter Hino Tomiko. Die Hosokawa stellten sich hinter Yoshimasa's Bruder Yoshimi. Die Parteinahme dieser großen Familien spaltete auch deren Vasallen.

## Kriegsverlauf
1467 hatten die Hosokawa etwa 80.000 Mann und die Yamana etwa 85.000 Mann in Kyōto, der damaligen Hauptstadt, zusammengezogen. Keine der beiden Parteien konnte und wollte den Krieg beginnen, denn dies hätte bedeutet sich gegen Ashikaga Yoshimasa, den herrschenden Shōgun zu stellen. Die Politikvorstellungen des alten Japans basierten bis zum Ōnin-Krieg immer auf einer scheinbaren Legitimation, die alte Ordnung wurde zwar entmachtet, aber formal beibehalten (vgl. die Überlagerung der kaiserlichen Verwaltung der Heian-Zeit durch das Kamakura-Shōgunat). Die Yamana brachen diese Pattsituation durch das Heranführen weiterer Truppen und eine Brandstiftung im Lager der Hosokawa. Im Juli des Jahres 1467 hatten die Kämpfe dann die Ausmaße eines Krieges erreicht. Unglücklicherweise tobte dieser Krieg aber in und um die Hauptstadt, was dazu führte, dass Kyōtos Norden völlig zerstört wurde; das zog einen Exodus der Stadtbevölkerung nach sich.
Obwohl die Befehlshaber beider Seiten, Yamana Sōzen und Hosokawa Katsumoto 1473 verstarben, dauerten die Kämpfe an. Nach 10 Jahren war die Hauptstadt ein Trümmerberg und beide Klans hatten keinen Sieg errungen. Zusätzlich waren die Lehnsherren und ihre Krieger weit weg von ihren Gebieten, um die sich niemand kümmerte. 1477 waren die Zustände untragbar geworden und man zog sich zurück. Es ist nicht vollends geklärt, was letztendlich den Krieg beendete, aber Ōuchi Masahiro, ein Anführer der Yamana soll beschlossen haben, samt seiner Armee in sein Stammland bei Yamaguchi zurückzukehren. Nach dem Abzug der Truppen blieb die völlig verwüstete Hauptstadt zurück.

## Politische Folgen
Die Tatsache, dass 10 Jahre lang ein Krieg in der Hauptstadt toben konnte, führt die Machtlosigkeit des Ashikaga-Shōgunats vor Augen. Yoshimasa, dessen Erbfolgehader den Ōnin-Krieg erst möglich machte, war der letzte Ashikaga, der noch mit einer gewissen politischen Autonomie regiert hatte. Eine Zeitlang regierten die Hosokawa die Reste des Shōgunats über Marionettenherrscher aus der Ashikaga-Linie, doch die zentralstaatlichen Strukturen hatten ihre Bedeutung weitgehend eingebüßt. Fortan flammten überall im Land Konflikte auf, die alte gesellschaftliche Ordnung löste sich auf. Im Bestreben an Macht zu gelangen wandten sich Vasallen gegen ihre Daimyō, bis dahin ein nahezu unvorstellbares Geschehen. Große Familienverbände zersplitterten oder wurden aufgerieben, militärische Macht wurde die einzige Handlungslegitimation. Die Zeit der streitenden Reiche (Sengoku-jidai) begann.